# Kenneth Cameron (ruimtevaarder)
Kenneth Donald Cameron (Cleveland, 29 november 1949) is een Amerikaans voormalig ruimtevaarder. Cameron’s eerste ruimtevlucht was STS-37 met de spaceshuttle Atlantis en vond plaats op 5 april 1991. Tijdens de missie werd de satelliet Compton Gamma Ray Observatory (CGRO) in een baan rond de aarde gebracht. 
Cameron maakte deel uit van NASA Astronaut Group 10. Deze groep van 17 astronauten begon hun training in 1984 en werden in juni 1985 astronaut. In totaal heeft Cameron drie ruimtevluchten op zijn naam staan, waaronder een missie naar het Russische ruimtestation Mir. In 1996 ging hij als astronaut met pensioen. 